# The Bugs Bunny Crazy Castle 2
The Bugs Bunny Crazy Castle 2 (jap. ミッキーマウスII Mikkī Mausu Tsū) – druga gra z serii Crazy Castle przeznaczona na konsolę Game Boy. Oficjalna japońska nazwa w tłumaczeniu na język angielski to Mickey Mouse II. W Ameryce Północnej znana jako The Bugs Bunny Crazy Castle 2. Gra została wydana w 1991 roku.

## Opis gry
Bohaterem gry jest Myszka Miki (Bugs Bunny). Musi on uratować swoją dziewczynę Myszkę Minnie (Honey Bunny) z rąk złej czarownicy. Istnieje 28 poziomów. Na każdym poziomie są zamknięte drzwi, prowadzące do następnego. Aby je otworzyć, gracz musi zebrać osiem kluczy umieszczonych na całym, jednym poziomie.